# Astroloma humifusum
Astroloma humifusum là một loài thực vật có hoa trong họ Thạch nam. Loài này được (Cav.) R.Br. mô tả khoa học đầu tiên năm 1810.